# آيت بكر (إنشادن)
آيت بكر هي إحدى مشيخات المملكة المغربية، تتبع جغرافيا لإقليم شتوكة آيت باها وإداريًا لإنشادن. يقدر عدد سكانها بـ 10612 نسمة حسب الإحصاء الرسمي للسكان والسكنى لسنة 2004.